# Txema Añibarro
Txema Añibarro Astondoa (Ceberio, Vizcaya, España, 26 de junio de 1979) es un exfutbolista español que se desempeñaba como defensa central. Desarrolló gran parte de su carrera futbolística en la SD Eibar, con la que logró ser el debutante más veterano de la historia de Primera División con 35 años y 174 días.

## Carrera como jugador
Desarrolló la mayor parte de su carrera en el fútbol vizcaíno en clubes como el Indartsu, Galdakao o Arratia. En 2006 ascendió a Segunda División B con el Sestao River bajo las órdenes de Carlos Pouso. En 2008 se incorporó a la SD Eibar, a la que llegó con el técnico vasco y algún compañero. En su primera temporada sufrió el descenso a Segunda División B. Con el club guipuzcoano logró dos hitos importantes, en 2013 consiguió el ascenso a Segunda División y, en 2014, un histórico ascenso a Primera División, siendo el capitán del equipo. El 16 de enero de 2015 debutó en Primera División en el empate ante el Córdoba (1-1), convirtiéndose en el debutante más veterano de la historia de Primera División con 35 años y 174 días. El 23 de mayo de 2015 disputó su último partido en la victoria (3-0) ante el Córdoba. Dejó el club eibarrés habiendo disputado 199 partidos, quince de ellos en Primera División.

## Clubes
| Club              | País   | Año       |
| ----------------- | ------ | --------- |
| CD Arratia        | España | 2001-2003 |
| SD Lemona         | España | 2002-2003 |
| Aurrera Ondarroa  | España | 2003-2004 |
| Gernika Club      | España | 2004-2005 |
| Sestao River Club | España | 2005-2008 |
| SD Eibar          | España | 2008-2015 |

## Carrera como entrenador
Tras anunciar su retirada como futbolista, se incorporó al Athletic Club para dirigir al Alevín C. En 2016 entrenó al Alevín C y fue el segundo entrenador del Juvenil División de Honor. En 2017 dirigió al equipo sub-23 del Athletic Club en la Premier League International Cup, además de ser el segundo entrenador del Cadete A.
En 2018 se hizo cargo de un nuevo equipo infantil, creado esa temporada, denominado Infantil Alirón, al que dirigió dos temporadas. En 2021 dio el salto al Juvenil B del Athletic Club, después de haber dirigido al Cadete A. En 2022, con el cambio de directiva, abandonó la cantera bilbaína.